# Krasimir Dounev
Krasimir Dounev (em búlgaro: Красимир Дунев) (Plovdiv, 11 de setembro de 1972) foi um ginasta búlgaro que competiu em provas de ginástica artística pela nação. 
Dounev é o detentor de uma medalha olímpica, conquistada em 1996, nas Olimpíadas de Atlanta. Na ocasião, foi o medalhista de prata na prova da barra fixa, quando superou o russo Alexei Nemov e o bielorrusso Vitaly Scherbo.